# Metalibitia tibialis
Metalibitia tibialis is een hooiwagen uit de familie Cosmetidae.